# Perché i gatti
Perché i gatti (Because of the Cats) è un film drammatico del 1973 diretto da Fons Rademakers, tratto dal romanzo omonimo di Nicolas Freeling.

## Trama
Ad Amsterdam, l'Ispettore Van der Valk della polizia è sulle tracce di un gruppo criminale di ragazzi di famiglie agiate che assalgono donne per passatempo.